# Casa Ramoneda
La Casa Ramoneda és una obra modernista de Sentmenat (Vallès Occidental) inclosa a l'Inventari del Patrimoni Arquitectònic de Catalunya.

## Descripció
Edifici unifamiliar format per planta baixa, dos pisos i terrassa, amb una disposició dels elements a la façana en forma simètrica.
Està totalment decorada, amb murs esgrafiats de color blanc i verd clar i obertures de pedra tallada a l'estil neoplateresc, amb emmarcaments a les finestres i baranes del balcó i finestres superiors.
A la planta baixa hi ha tres obertures rectangulars i la central, és la porta d'accés.
Una línia d'imposta amb relleus de tipus floral marca la separació del primer pis, on hi ha un balcó corregut de tres obertures rectangulars amb barana calada, emmarcades en pedra decorada amb motius florals.
El coronament és amb cornisa i barana. Apareix la data de 1903.